# Cisco (U-Boot)
Die USS Cisco (SS-290) war ein U-Boot der US Navy. Es gehörte zur Balao-Klasse und wurde wie alle anderen Boote der Klasse nach einem Fisch benannt. Der Name Cisco ist die englischsprachige Bezeichnung für verschiedene Fischarten der Gattung Coregonus.

## Technik und Bewaffnung
Die Cisco war ein diesel-elektrisches Patrouillen-U-Boot der Balao-Klasse. Die Balao-Klasse wurde gegenüber der Gato-Klasse nur geringfügig verbessert und war wie jene für lange offensive Patrouillenfahrten im Pazifik ausgelegt. Insbesondere die Tauchtiefe wurde, basierend auf den Erfahrungen während des Krieges gegen Japan, vergrößert und der Innenraum verbessert. Äußerlich und in ihren Dimensionen glichen sich die Boote beider Klassen weitgehend.

### Technik
Die Cisco war 95 Meter lang und 8,3 Meter breit, der Tiefgang betrug maximal 5,1 Meter. Aufgetaucht verdrängte sie 1526 ts, getaucht 2424 ts. Der Antrieb erfolgte durch vier 16-Zylinder-Dieselmotoren von General Motors, Modell 16-278A, die je 1000 kW Leistung hatten. Unter Wasser wurde das U-Boot durch vier Elektromotoren mit insgesamt 2740 PS angetrieben, die ihre Energie aus zwei 126-zelligen Akkumulatoren bezogen. Die Motoren gaben ihre Leistung über ein Getriebe an zwei Wellen mit je einer Schraube ab. Die Geschwindigkeit betrug aufgetaucht maximal 20,25 Knoten, getaucht schaffte die Cisco noch 8,75 Knoten. Die mögliche Tauchzeit betrug 48 Stunden, die maximale Konstruktionstauchtiefe lag bei 120 Metern. In den Treibstofftanks konnten 440 Kubikmeter Dieselkraftstoff gebunkert werden, damit hatte das Boot einen Fahrbereich von 11.000 Seemeilen bei 10 Knoten.

### Bewaffnung
Die Hauptbewaffnung bestand aus zehn 533-mm-Torpedorohren, sechs im Bug, vier achtern, für die sich 24 Torpedos an Bord befanden. Hinter dem Turm (engl.: conning Tower) war ein 4-Zoll-Deckgeschütz mit 50 Kalibern Länge auf offener Lafette montiert. Auf dem Wintergarten waren zwei 12,7-mm-Maschinengewehre und eine 40-mm-FlaK untergebracht. Zur Ortung feindlicher Schiffe verfügte die USS Cisco über ein JK/QC- und ein QB-Sonar unter dem Bug, an Deck waren JP-Hydrophone installiert. Am ausfahrbaren Elektronikmast war ein SD-Radar mit 20 Seemeilen Aufklärungsreichweite zur Ortung feindlicher Flugzeuge angebracht, zusätzlich verfügte das U-Boot über ein SJ-Oberflächensuchradar mit etwa zwölf Seemeilen Reichweite. Im getauchten Zustand konnte über das am Periskop angebrachte ST-Radar mit acht Seemeilen Reichweite ebenfalls eine Ortung feindlicher Schiffe erfolgen.

## Geschichte
Das U-Boot wurde am 29. Oktober 1942 bei der Portsmouth Navy Yard in Kittery, Maine auf Kiel gelegt. Der Stapellauf fand am 24. Dezember 1942 statt. Die Taufe der SS-290 auf den Namen USS Cisco nahm Mrs. N. Robertson vor. Am 10. Mai 1943 stellte die US Navy die Cisco in Dienst. Kommandant war Commander James W. Coe.
Nach Trainingsfahrten im Nordatlantik vor der Küste Neuenglands passierte die Cisco im Sommer 1943 den Panamakanal in Richtung Pazifik und durchquerte den Südpazifik, um am 1. September den Hafen von Brisbane, Australien zu erreichen. Bis zum 18. September erfüllte das Boot Wachaufgaben in küstennahen Gewässern vor Australien.
Am 20. September 1943 verließ die USS Cisco den Hafen von Darwin. Von ihrem Einsatz kehrte sie nicht mehr zurück. Es ist wahrscheinlich, dass die Cisco am 28. September 1943 westlich der philippinischen Insel Mindanao durch den Angriff japanischer Flugzeuge vom Typ Nakajima B5N Kate und der Karatsu, einem von Japanern bei der Eroberung der Philippinen erbeutetes, ehemals US-amerikanisches Kanonenboot versenkt wurde. Entsprechende Hinweise aus japanischen Quellen bestätigen diesen Angriff. Es wird vom Angriff auf ein U-Boot gesprochen, welches bereits eine Ölspur hinter sich her zog. Eine vorhergehende Beschädigung der Cisco ist daher auch wahrscheinlich. Von der 77 Mann starken Besatzung überlebte nur ein Mann, weil er vor Fahrtantritt erkrankte und daher nicht zur letzten Fahrt mit der Cisco in See stach. 76 Seemänner gingen mit dem Boot unter.